# Apolinarios
Los juegos apolinarios fueran juegos instituidos en Roma en honor de Apolo. 
Con motivo de un horroroso contagio que devastaba la ciudad, Varo, pretor en el año de Roma 544 hizo voto de celebrarlos todos los años en 5 de julio. Se ofrecía en ellos a Apolo un buey con los cuernos dorados y dos cabritos blancos y una becerra a Latona, también con los cuernos dorados.